# Elektro-Kardiogramm
Elektro Kardiogramm este o melodie compusă de muzicienii germani Ralf Hutter și Fritz Hilpert. A fost înregistrată de trupa Kraftwerk și lansată pentru prima oară, pe albumul lor Tour De France Soundtracks. A fost lansată într-o ediție limitată în Octombrie 2003 ca un CD-single promoțional, într-o variantă "Radio Mix" specială, diferită față de varianta de pe album. Este versiunea cântată de trupă în concerte.
Unele versuri din melodie dau și numele primului DVD Kraftwerk din 2005, Minimum Maximum.

## Lista melodiilor
1. Elektro-Kardiogramm (Radio Mix)